# NGC 757
NGC 757 je galaksija u zviježđu Kit.

## Vanjske poveznice
- SEDS: NGC 757